# Lungmossnavling
Lungmossnavling (Loreleia marchantiae) är en svampart som först beskrevs av Singer och Clémençon, och fick sitt nu gällande namn av Redhead, Moncalvo, Vilgalys & Lutzoni 2002. Enligt Catalogue of Life ingår Lungmossnavling i släktet Loreleia, klassen Agaricomycetes, divisionen basidiesvampar och riket svampar, men enligt Dyntaxa är tillhörigheten istället släktet Loreleia, ordningen Hymenochaetales, klassen Agaricomycetes, divisionen basidiesvampar och riket svampar. Arten är reproducerande i Sverige. Inga underarter finns listade i Catalogue of Life.